# Franz Zita
František Zita (ook: Franz Zita) (Čečelice, okres: Mělník, 13 november 1880 – Brno, Moravië, 12 mei 1946) was een Tsjechisch componist en dirigent.

## Levensloop
Zita begon zijn muzikale loopbaan als militaire muzikant bij het 3e Bosnisch-Herzegowinische Regiment in Boedapest, Hongarije. Tegelijkertijd studeerde hij viool bij Jenö Hubay. In 1902 werd hij tambour-major en in 1911 militaire kapelmeester bij het Infanterie-Regiment no. 97 in Trente, Trente, met die hij in 1912 in Belovar, Kroatië en vanaf 1915 in Radkersburg, Stiermarken gestationeerd was. Van 1919 tot 1936 won hij in Brno als kapelmeester grote populariteit. 
Als componist schreef hij meer dan 100 werken voor harmonieorkest.

## Composities

### Werken voor harmonieorkest
- Abschied von Wien
- Ciribirbin-Marsch
- La Bora-Marsch
- La nuova bora (El tran de Opcina), mars
- Ta naše muzika

- International Standard Name Identifier: 0000 0000 8040 251X
- Library of Congress Control Number: no97034690
- Virtual International Authority File: 84924139
- WorldCat: E39PBJfRFv9qGhq4VBxKprkv73